# SquashFS
SquashFS (.sfs) （スカッシュエフエス）はLinux向けの圧縮された読み込み専用ファイルシステムである。SquashFSはファイル、inodeとディレクトリを圧縮し、高圧縮のためブロックサイズを1,024KBまでサポートする。SquashFSファイルシステムにアクセスするための（GPLでライセンスされた）自由ソフトウェアもSquashFSと呼ばれる。
SquashFSは低いオーバーヘッドが要求され、ブロックデバイスやメモリの制限が厳しい（組み込みシステムのような）システムを対象とした汎用読み取り専用ファイルシステムである。SquashFSにLZMA圧縮をもたらすプロジェクトもあるが、標準的なバージョンのSquashFSはgzip圧縮を使っている。

## 利用
SquashFSはLive CDバージョンのDebian、Finnix、Gentoo Linux、GParted、Ubuntu、Fedoraや gNewSense、そしてOpenWRTやDD-WRTルータのファームウェアのような組込みディストリビューション上で使われている。Live Linuxディストリビューションなどの読み取り専用メディアにインストールされているシステムに対して読み書き環境を提供するため、SquashFSはUnionFSやaufsのようなunion mountファイルシステムとしばしば併用される。これにより、SquashFSの高速圧縮機能と、動作中にファイルを変更する機能の両方を利用することができる。SLAX、Debian LiveやMandriva Oneのようなディストリビューションはこの組み合わせを使っている。
SquashFSのディスク上のフォーマットは十分安定しておりLinuxカーネルのバージョン2.6.29にマージされた。